# Elisabetta Rampi
Elisabetta Rampi (Novara, 29 novembre 1960) è una politica italiana, già sindaco di Borgolavezzaro (NO) dal 2004 al 2009 e membro della Camera dei deputati dal 2006.

## Carriera lavorativa
Dopo aver conseguito il diploma di dirigente di comunità ed una breve esperienza lavorativa in fabbrica, è stata assunta, nel 1981, alle dipendenze delle Ferrovie dello Stato con la qualifica di manovale.

## Impegno nel sindacato
Contemporaneamente alla sua assunzione alle Ferrovie dello Stato, inizia l'impegno nel sindacato. È stata eletta nel direttivo, poi nella segreteria provinciale della FILT-CGIL, quindi nel direttivo regionale e nazionale.
È stata componente del comitato bilaterale paritetico per le pari opportunità e nel coordinamento donne, responsabile del settore culturale e vicepresidente del dopolavoro ferroviario di Novara.

## Impegno politico e parlamentare
Svolge per diversi anni il ruolo di consigliera comunale di Borgolavezzaro (Novara). Inoltre, ha rivestito l'incarico di segretaria dei Democratici di Sinistra della sezione intercomunale della Bassa Novarese.
Nel 2004 è stata eletta sindaco del Comune di Borgolavezzaro (Novara), incarico ricoperto fino alle elezioni amministrative del 2009.
Nel 2006 è stata candidata alla Camera dei deputati ed eletta nelle liste de L'Ulivo nella circoscrizione Piemonte 2. Durante la XV Legislatura (2006-2008) ha fatto parte della XI Commissione (Affari sociali). Nel 2007 ha depositato una proposta di legge per l'“Istituzione del Museo dei prodotti agro-alimentari del riso e del gorgonzola” con sede a Novara.
Nel 2008, dopo la caduta del governo Prodi, è stata riconfermata ed eletta nelle liste del Partito Democratico. Attualmente è membro della XI Commissione (Lavoro) della Camera dei Deputati.
Nelle elezioni primarie del Partito Democratico svoltesi in Piemonte il 29 dicembre 2012 per la scelta dei parlamentari, ha ottenuto 548 voti su un totale di 6.893, giungendo al sesto posto su otto nella lista della provincia di Novara.